# S/2004 S 37
S/2004 S 37 est un satellite naturel de Saturne découvert par Scott S. Sheppard, David C. Jewitt et Jan Kleyna sur des observations effectuées avec le télescope Subaru entre 2004 et 2007. Il fait partie du groupe nordique. Sa découverte a été annoncée le 8 octobre 2019 dans la Minor Planet Electronic Circular 2019-T159.